# Паяса

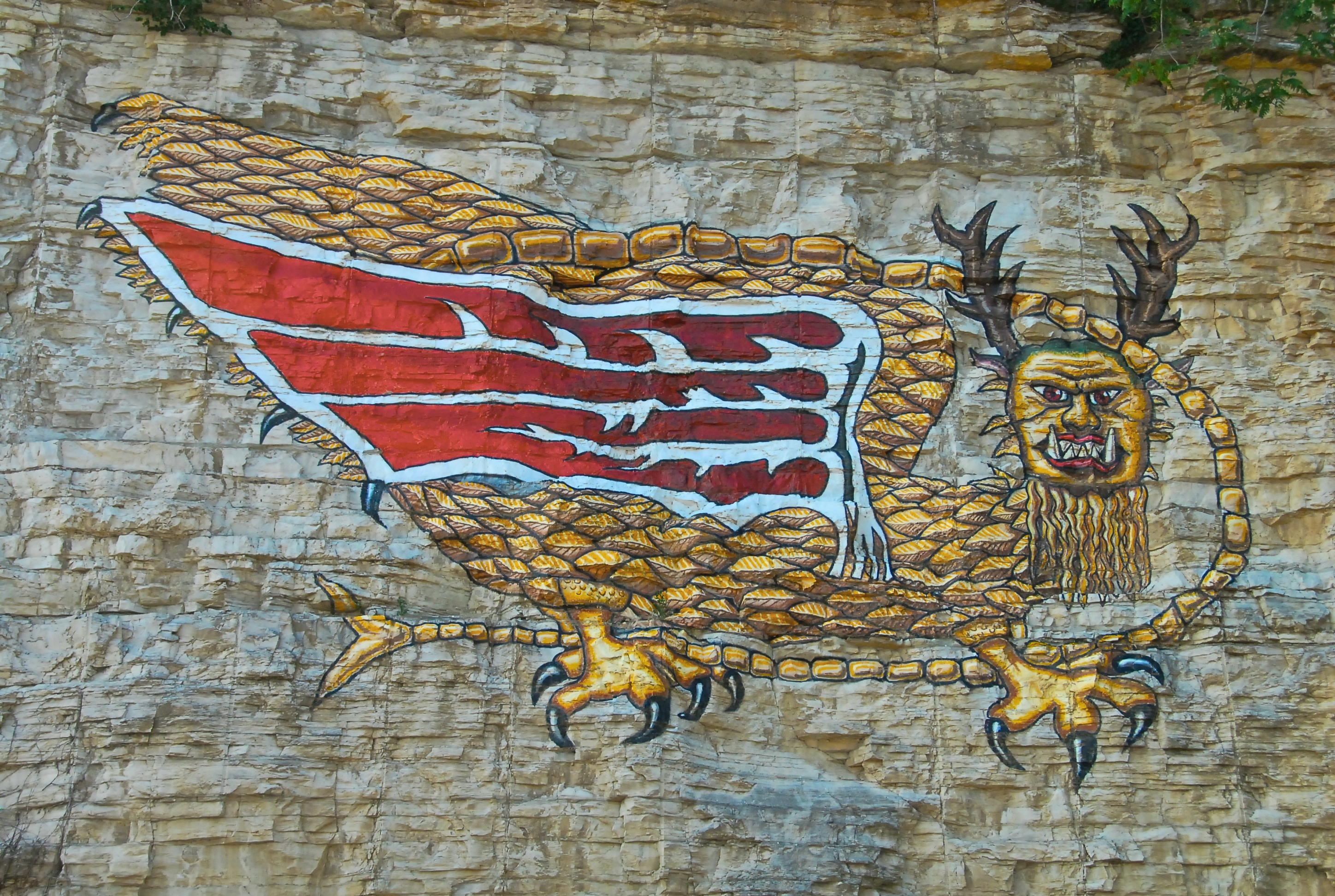
Паяса — современное изображение на скалах у реки Миссисипи, г. Олтон. На первоначальном рисунке, не дошедшем до наших дней, крылья отсутствовали

Паяса (Piasa, /ˈpajəˌsɑː/, на языке оджибве — «карликовое существо») — мифическое существо индейцев, изображённое на скале у реки Миссисипи. Первоначальное изображение обнаружил французский священник Жак Маркет в 1673 г. — оно находилось в округе Джерси вблизи современного города Элса в штате Иллинойс. Изображение неоднократно описывалось другими путешественниками и даже было зарисовано, однако до наших дней не сохранилось. Новое изображение, основанное на старинных описаниях и литографиях, однако с добавлением крыльев, было создано в г. Олтон в нескольких километрах к юго-востоку от первоначального местонахождения.